# Libro d'ore del maresciallo di Boucicaut

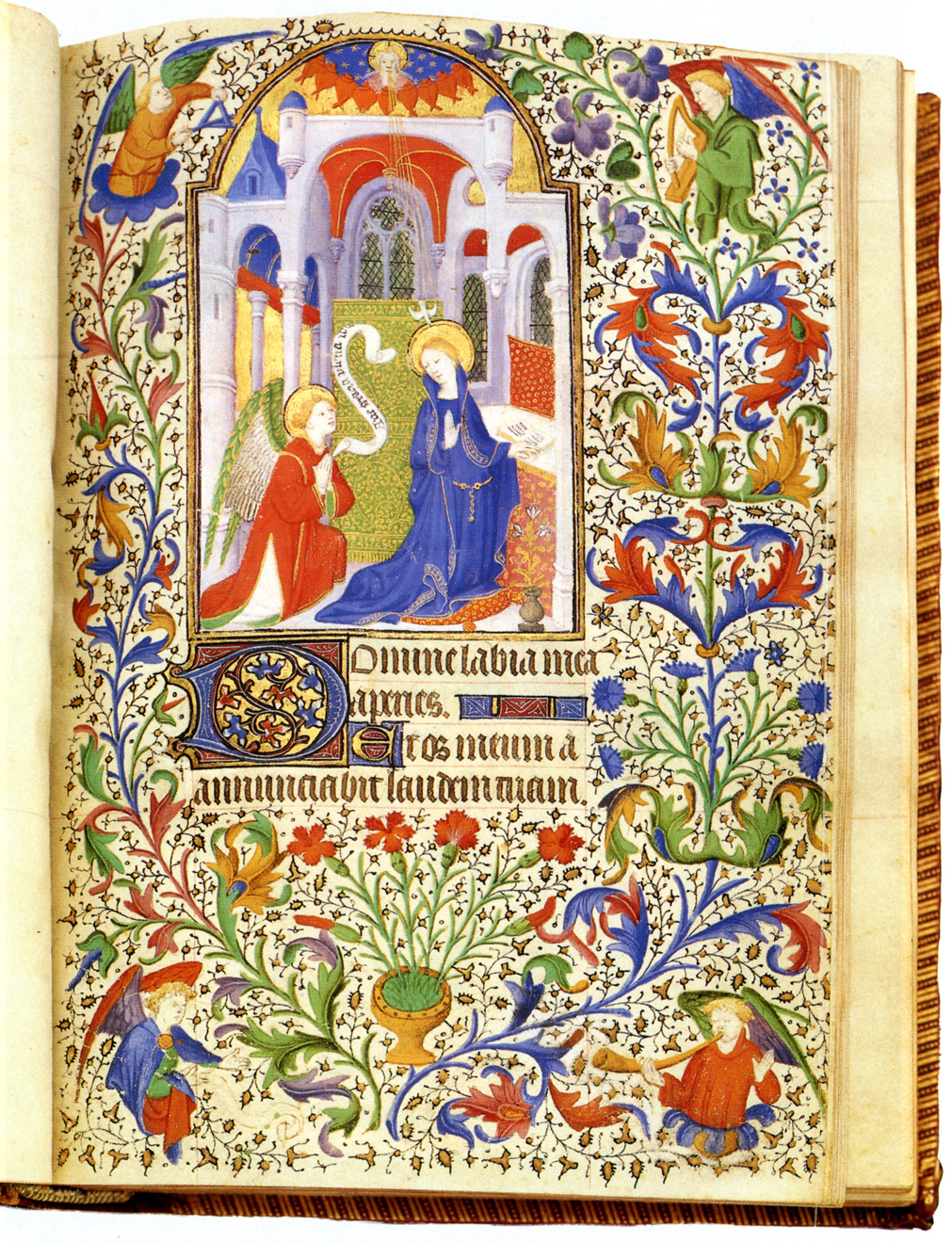
Miniatura dell'annunciazione

Il Libro d'ore del maresciallo di Boucicaut (titolo originale: Le livre d'heures du maréchal de Boucicaut) è un libro liturgico medievale risalente alla prima metà del XV secolo.
Composto tra il 1405 e il 1408, comprende 242 pagine di 27,4 cm x 19 cm con 44 miniature, e rappresenta una testimonianza eccezionale dello stile gotico di Parigi. È conservato al Museo Jacquemart-André di Parigi.